# Endless (Toto)
(Toto, Endless)
Endless è una canzone della rock band Toto, ultimo singolo estratto dall'album Isolation.

## Informazioni
Il brano fu scritto da David Paich, ebbe un buon successo come singolo, infatti si posizionò ventiseiesimo nella Official Singles Chart. Il brano presenta un classico ritmo anni ottanta, ed è l'ultimo singolo in cui compare Fergie Frederiksen come voce primaria, infatti sarà sostituito alla fine del tour del 1985, da Joseph Williams, nonostante tutto Fergie ricomparirà nel singolo di Could This Be Love, come voce secondaria. Molti pensano che il brano è la massima espressione vocale di Fergie. Della canzone non fu però girato il videoclip.

## Tracce
1. Endless
2. Isolation

## Formazione
- Fergie Frederiksen - voce principale
- Steve Lukather - chitarra elettrica e voce secondaria
- David Paich - tastiera e voce secondaria
- Steve Porcaro - tastiera
- Mike Porcaro - basso elettrico
- Jeff Porcaro - percussioni